# Хазан, Рита
Рита Хазан (Rita Hazan) — американский парикмахер, один из самых востребованных стилистов в мире, владелица салона красоты в Нью-Йорке, автор системы окрашивания волос. Работает в США.

## Карьера
Первые десять лет своей карьеры Рита провела в салоне «Oribe». В 2003 году Хазан открыла свой собственный салон красоты в Нью-Йорке на Верхнем Ист-Сайде с полным комплексом услуг. В этом салоне регулярно проводятся открытые мастер-классы по окрашиванию и укладке волос. В 2011 запустила именную линейку средств по уходу за волосами и окрашиванию, одно из которых удостоилось включения в подборку «лучших бьюти-средств года» по версии журнала Allure.
Сегодня Риту Хазан называют[кто?] «гуру по окрашиванию волос». Она появлялась на страницах Elle, Glamour и Vogue качестве эксперта. Её работа с трансформацией цвета демонстрировалась на популярных эпизодах шоу Опры Уинфри, посвящённых смене имиджа.

## Стиль
По заявлению Риты, источником её вдохновения является сочетание гламура 1940-х годов и рок-н-ролла. По мнению Хазан, ключом к удачному выбору цвета волос женщины является понимание её индивидуальности и психологических особенностей, на основе которых и создаются яркие и живые образы.
Клиентами Риты являются Селин Дион, Джессика Симпсон, Дженнифер Лопес и Джессика Бил.